# Näs (naturreservat)
Näs är ett naturreservat i Köpings kommun i Västmanlands län.
Området är naturskyddat sedan 2003 och är 43 hektar stort. Reservatet ligger vid västra stranden av Näsviken i Skedvisjön och består av gammal barrskog med inslag av aspar.